# Zameczek (województwo opolskie)
Zameczek – osada leśna w Polsce położona w województwie opolskim, w powiecie kluczborskim, w gminie Kluczbork.
W latach 1975–1998 leśniczówka należała administracyjnie do województwa opolskiego.
Komunikacja
Przez Zameczek przebiega trasa ze Starych Budkowic do Krzywizny. Głównymi miejscowościami na tej trasie są: Dębiniec, Bukowo.